# Politiske partier i Finland
Dette er en liste over politiske partier i Finland.
| Navn | Navn                              | Forkortelse | Partiformand         | Politiske position | Ideologi                                         | Rigsdag  | Byrådet       | Europa-Parlamentet |
| ---- | --------------------------------- | ----------- | -------------------- | ------------------ | ------------------------------------------------ | -------- | ------------- | ------------------ |
|      | Finlands Socialdemokratiske Parti | SDP         | Sanna Marin          | centrum-venstre    | socialdemokratisme                               | 40 / 200 | 1.449 / 8.859 | 2 / 14             |
|      | De Sande Finner                   | PS          | Riikka Purra         | højrefløj          | nationalkonservatisme, højrepopulisme            | 39 / 200 | 1.350 / 8.859 | 2 / 14             |
|      | Samlingspartiet                   | KOK         | Petteri Orpo         | centrum-højre      | liberalkonservatisme                             | 38 / 200 | 1.554 / 8.859 | 3 / 14             |
|      | Centerpartiet                     | KESK        | Annika Saarikko      | centrum            | agrarisme, socialliberalisme                     | 31 / 200 | 2.448 / 8.859 | 2 / 14             |
|      | Grønt Forbund                     | VIHR        | Maria Ohisalo        | centrum-venstre    | grøn ideologi                                    | 20 / 200 | 432 / 8.859   | 3 / 14             |
|      | Venstreforbundet                  | VAS         | Li Andersson         | venstrefløj        | demokratisk socialisme, økosocialisme            | 16 / 200 | 508 / 8.859   | 1 / 14             |
|      | Svensk Folkeparti                 | RKP         | Anna-Maja Henriksson | centrum            | finlandssvenskeres interesser, socialliberalisme | 9 / 200  | 463 / 8.859   | 1 / 14             |
|      | Kristendemokraterne               | KD          | Sari Essayah         | centrum-højre      | kristendemokrati, socialkonservatisme            | 5 / 200  | 309 / 8.859   | 0 / 14             |
|      | Bevægelse Nu                      | LIIK        | Hjallis Harkimo      | centrum-højre      | økonomisk liberalisme, direkte demokrati         | 1 / 200  | 49 / 8.859    | 0 / 14             |

 Der er for få eller ingen kildehenvisninger i denne artikel, hvilket er et problem. Du kan hjælpe ved at angive troværdige kilder til de påstande, som fremføres i artiklen.